# Batalha de Niavende
A Batalha de Niavende (Nihavend), Niavande (Nihavand), Neavande (Nehavand), Neavende (Neavend), Naavande (Nahavand) e Naavende (Nahavend) foi travada em 642 entre tropas árabes do Califado Ortodoxo e iranianas do Império Sassânida perto da cidade de Niavende (antiga Laodiceia), no contexto da conquista da Pérsia. Os iranianos foram fragorosamente derrotados e o xá Isdigerdes III (r. 632–651) fugiu para o Oriente.